# Armand Libérati
Pour les articles homonymes, voir Liberati.
Armand Libérati, né le 27 janvier 1923 à Blida (Algérie française) et mort le 2 janvier 2016 à Luynes, est un footballeur français évoluant au poste de gardien de but.
Il a été champion de France en 1948 avec l'Olympique de Marseille.